# Сантері Гостікка
Са́нтері Го́стікка (фін. Santeri Hostikka, нар. 30 вересня 1997, Ярвенпяа, Фінляндія) — фінський футболіст, нападник клубу ГІК та національної збірної Фінляндії.

## Клубна кар'єра
Сантері Гостікка народився у місті Ярвенпяа і грати у футбол починав у місцевому клубі аматорського рівня. У 2016 році футболіст перейшов до складу «Лахті», де провів майже сотню матчів. Саме у цьому клубі Хостікка дебютував у Вейккауслізі. З «Лахті» Хостікка виграв Кубок фінської ліги у 2016 році.
На початку 2019 року футболіст перебрався до Польщі, де грав у складі «Погоні» з Щецина. Після завршення сезону 2020/21 він повернувся до Фінляндії, де як вільний агент приєднався до столичного ГІКа. 

## Збірна
1 вересня 2021 року у товариському матчі проти команди Вельсу Сантері Гостікка дебютував у національній збірній Фінляндії.

## Досягнення
- Переможець Кубка фінської ліги (2):

«Лахті»: 2016
ГІК: 2023
- Чемпіон Фінляндії (2):

ГІК: 2021, 2022